# 周今覺
周达（1879年11月1日—1949年2月9日），字梅泉、美权，笔名今觉、寄闲，清末民初集邮家、数学家。

## 生平
父亲周学海是进士出身，候补扬州同知，负责河防。辛亥革命后曾在上海从事房地产行业，并以集邮为副业。周今觉於45岁開始集郵，1923年他的三兒子周炜良患病，在家卧床休养无聊，周遂前往静安寺路跑马厅買外國郵票給兒子解悶，剛好周炜良的家庭英语教师也是集郵迷，出示自己的郵票共襄盛舉，并向周氏父子讲述集邮知识和方法，當時周今觉“以为这真极洋洋之观，从此生了一种钦羡心、好奇心、爱美心，不知不觉的便有了集邮之志了”。從此他积极购买世界各国的邮票。
1923年底，郵販區甘源陪同周今觉前往拜访另一位集郵家陈复祥，1924年夏，周今觉经施开甲介绍，以1000英镑买下了英国集邮家勒夫雷司（Love Lace）的华邮遗集。1924年更以2500两纹银从费拉尔手中购得“红印花小壹圆四方连”，当时被称为“東半球最罕貴之華郵”。之后又多方搜集了许多远东各国的邮票。1924年，他参与发起将“神州邮票研究会”改组为“海上邮界联欢会”；1925年发起成立“中华邮票会”，出任会长兼出版部主任，同年创办《邮乘》。周今覺曾当选英国皇家邮票会会员、英国皇家邮票会代表大会会士，1936年美国纽约万国邮票展览会开幕，周今觉再次被聘为评审员，曾在展览会上为中国邮票争得金牌级的位置。

## 家庭
次子周煦良、三子周炜良、外孙唐无忌、曾外孙唐承达都是集邮家。